# Charaxes masaba
Charaxes masaba är en fjärilsart som beskrevs av Van Someren 1969. Charaxes masaba ingår i släktet Charaxes och familjen praktfjärilar. Inga underarter finns listade i Catalogue of Life.